# UCI ProTour de 2005
O UCI ProTour de 2005 foi a primeira edição do sistema UCI ProTour, que assegura e obriga a participação das equipas licenciadas nesse circuito (primeira categoria) em todas as competições que o conformam. Seu ranking é o substituto do Ranking UCI que determinava ao melhor ciclista, equipa e país da temporada ciclista.

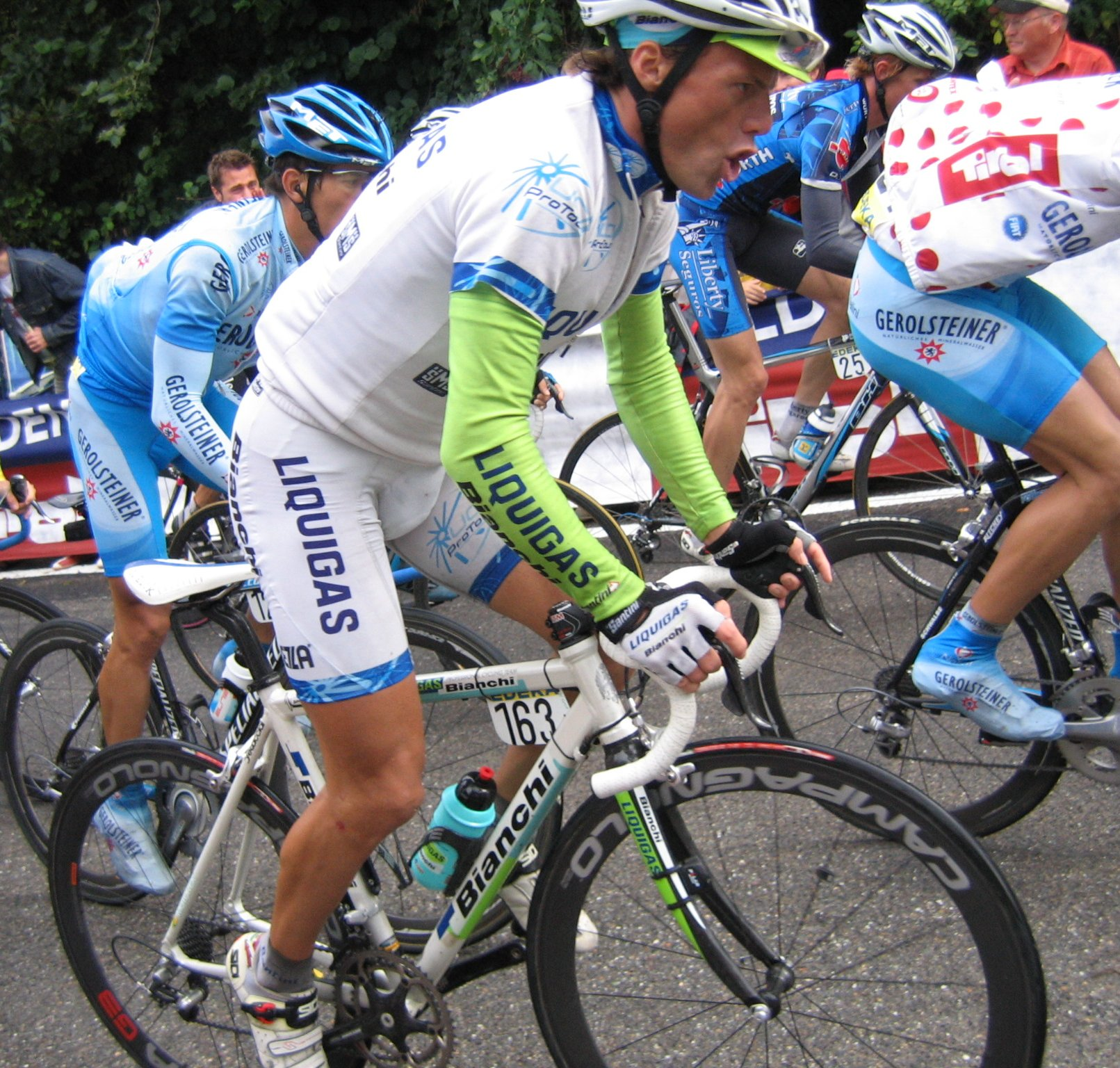
Danilo Di Luca com o maillor de líder do UCI ProTour

## Equipas (20)
| Equipa                | Chefe de filas     |
| Gerolsteiner          | Davide Rebellin    |
| T-Mobile Team         | Jan Ullrich        |
| Davitamon-Lotto       | Robbie McEwen      |
| Quick Step            | Paolo Bettini      |
| Team CSC              | Ivan Basso         |
| Euskaltel-Euskadi     | Iban Mayo          |
| Illes Balears         | Francisco Mancebo  |
| Liberty Seguros-Würth | Roberto Heras      |
| Saunier Duval-Prodir  | Juan Manuel Gárate |
| Bouygues Télécom      | Laurent Brochard   |

| Equipa                             | Chefe de filas                 |
| Cofidis, le Credit Par Téléphone   | Sylvain Chavanel               |
| Crédit Agricole                    | Thor Hushovd                   |
| Française des Jeux                 | Bradley McGee                  |
| Rabobank                           | Óscar Freire                   |
| Domina Vacanze                     | Mirko Celestino                |
| Fassa Bortolo                      | Alessandro Petacchi            |
| Lampre-Caffita                     | Damiano Cunego                 |
| Liquigas-Bianchi                   | Danilo Di Luca                 |
| Phonak Hearing Systems             | Miguel Ángel Martín Perdiguero |
| Discovery Channel Pro Cycling Team | Lance Armstrong                |

Ademais, também puderam participar mediante convite equipas de categoria Profissional Continental (novo nome da segunda categoria) ainda que sem poder puntuar.

## Carreiras (32)
| Data                        | Carreira                      | Vencedor             | Equipa do vencedor     |
| --------------------------- | ----------------------------- | -------------------- | ---------------------- |
| 6-13 de março               | Paris-Nice                    | Bobby Julich         | CSC                    |
| 9-15 de março               | Tirreno-Adriático             | Óscar Freire         | Rabobank               |
| 19 de março                 | Milão-Sanremo                 | Alessandro Petacchi  | Fassa Bortolo          |
| 3 de abril                  | Volta à Flandres              | Tom Boonen           | Quick Step             |
| 4-8 de abril                | Volta ao País Basco           | Danilo Di Luca       | Liquigas-Bianchi       |
| 6 de abril                  | Gante-Wevelgem                | Nico Mattan          | Davitamon-Lotto        |
| 10 de abril                 | Paris-Roubaix                 | Tom Boonen           | Quick Step             |
| 17 de abril                 | Amstel Gold Race              | Danilo Di Luca       | Liquigas-Bianchi       |
| 20 de abril                 | Flecha Valona                 | Danilo Di Luca       | Liquigas-Bianchi       |
| 24 de abril                 | Liège-Bastogne-Liège          | Alexandre Vinokourov | T-Mobile               |
| 26 de abril-1 de maio       | Volta à Romandia              | Santiago Botero      | Phonak Hearing Systems |
| 7-29 de maio                | Giro d'Italia                 | Paolo Savoldelli     | Discovery Channel      |
| 16-22 de maio               | Volta à Catalunha             | Yaroslav Popovych    | Discovery Channel      |
| 5-12 de junho               | Critérium du Dauphiné Libéré  | Íñigo Landaluze      | Euskaltel-Euskadi      |
| 11-19 de junho              | Volta à Suíça                 | Aitor González       | Euskaltel-Euskadi      |
| 19 de junho                 | Contrarrelógio por Equipas    | Gerolsteiner         | Gerolsteiner           |
| 2-23 de julho               | Tour de France                | Lance Armstrong      | Discovery Channel      |
| 31 de julho                 | HEW Cyclassics                | Filippo Pozzato      | Quick Step             |
| 3-10 de agosto              | Eneco Tour                    | Bobby Julich         | CSC                    |
| 13 de agosto                | Clássica de San Sebastián     | Constantino Zaballa  | Saunier Duval-Prodir   |
| 15-23 de agosto             | Volta a Alemanha              | Levi Leipheimer      | Gerolsteiner           |
| 27 de agosto-18 de setembro | Volta a Espanha               | Denis Menchov        | Rabobank               |
| 28 de agosto                | Grande Prêmio de Plouay       | George Hincapie      | Discovery Channel      |
| 12-18 de setembro           | Volta à Polónia               | Kim Kirchen          | Fassa Bortolo          |
| 26 de setembro              | Campeonato Mundial em Estrada | Tom Boonen           | Quick Step             |
| 2 de outubro                | Campeonato de Zurique         | Paolo Bettini        | Quick Step             |
| 9 de outubro                | Paris-Tours                   | Erik Zabel           | T-Mobile               |
| 15 de outubro               | Giro de Lombardia             | Paolo Bettini        | Quick Step             |

## Classificações
| \| 1. Danilo Di Luca \| Itália \| LIQ \| 229 pontos \| \| 2. Tom Boonen \| Bélgica \| QST \| 171 pontos \| \| 3. Davide Rebellin \| Itália \| GST \| 151 pontos \| \| 4. Jan Ullrich \| Alemanha \| TMO \| 140 pontos \| \| 5. Lance Armstrong \| Estados Unidos \| DSC \| 139 pontos \| \| 6. Alexandre Vinokourov \| Cazaquistão \| TMO \| 136 pontos \| \| 7. Levi Leipheimer \| Estados Unidos \| GST \| 131 pontos \| \| 8. Paolo Bettini \| Itália \| QST \| 130 pontos \| \| 9. Bobby Julich \| Estados Unidos \| CSC \| 130 pontos \| \| 10. George Hincapie \| Estados Unidos \| DSC \| 129 pontos \| |                |     |            |
| 1. Danilo Di Luca | Itália         | LIQ | 229 pontos |
| 2. Tom Boonen | Bélgica        | QST | 171 pontos |
| 3. Davide Rebellin | Itália         | GST | 151 pontos |
| 4. Jan Ullrich | Alemanha       | TMO | 140 pontos |
| 5. Lance Armstrong | Estados Unidos | DSC | 139 pontos |
| 6. Alexandre Vinokourov | Cazaquistão    | TMO | 136 pontos |
| 7. Levi Leipheimer | Estados Unidos | GST | 131 pontos |
| 8. Paolo Bettini | Itália         | QST | 130 pontos |
| 9. Bobby Julich | Estados Unidos | CSC | 130 pontos |
| 10. George Hincapie | Estados Unidos | DSC | 129 pontos |

| \| 1. CSC \| Dinamarca \| CSC \| 390 pontos \| \| 2. Phonak \| Suíça \| PHO \| 353 pontos \| \| 3. Rabobank \| Países Baixos \| RAB \| 349 pontos \| \| 4. Davitamon-Lotto \| Bélgica \| DVL \| 322 pontos \| \| 5. Liberty Seguros-Würth \| Espanha \| LSW \| 320 pontos \| \| 6. Gerolsteiner \| Alemanha \| GST \| 303 pontos \| \| 7. Saunier Duval-Prodir \| Espanha \| SDV \| 293 pontos \| \| 8. Discovery Channel \| Estados Unidos \| DSC \| 274 pontos \| \| 9. Crédit Agricole \| França \| CRE \| 264 pontos \| \| 10. Illes Balears-Caisse d'Epargne \| Espanha \| IA \| 262 pontos \| |                |     |            |
| 1. CSC | Dinamarca      | CSC | 390 pontos |
| 2. Phonak | Suíça          | PHO | 353 pontos |
| 3. Rabobank | Países Baixos  | RAB | 349 pontos |
| 4. Davitamon-Lotto | Bélgica        | DVL | 322 pontos |
| 5. Liberty Seguros-Würth | Espanha        | LSW | 320 pontos |
| 6. Gerolsteiner | Alemanha       | GST | 303 pontos |
| 7. Saunier Duval-Prodir | Espanha        | SDV | 293 pontos |
| 8. Discovery Channel | Estados Unidos | DSC | 274 pontos |
| 9. Crédit Agricole | França         | CRE | 264 pontos |
| 10. Illes Balears-Caisse d'Epargne | Espanha        | IA  | 262 pontos |

| Classificação por países |            |
| --- | ---------- |
| \| 1. Itália \| 749 pontos \| \| 2. Estados Unidos \| 559 pontos \| \| 3. Espanha \| 459 pontos \| \| 4. Alemanha \| 405 pontos \| \| 5. Austrália \| 307 pontos \| \| 6. Bélgica \| 304 pontos \| \| 7. Países Baixos \| 280 pontos \| \| 8. Luxemburgo \| 191 pontos \| \| 9. França \| 163 pontos \| \| 10. Rússia \| 153 pontos \| |            |
| 1. Itália | 749 pontos |
| 2. Estados Unidos | 559 pontos |
| 3. Espanha | 459 pontos |
| 4. Alemanha | 405 pontos |
| 5. Austrália | 307 pontos |
| 6. Bélgica | 304 pontos |
| 7. Países Baixos | 280 pontos |
| 8. Luxemburgo | 191 pontos |
| 9. França | 163 pontos |
| 10. Rússia | 153 pontos |